# Тувинцы
Туви́нцы (самоназвание — тывалар, тыва-кижилер; ед. ч. тыва, тыва-кижи; устар. урянхайцы, уранхайцы, сойоны или танну-тувинцы) — тюркский народ, коренное население Тывы (Тувы). Говорят на тувинском языке, который относится к саянской подгруппе южной группы сибирской ветви тюркской языковой семьи.

## Название
Название тувинского народа «тыва» упоминается в летописях Суйской (581—618 гг.) и Танской (618—907 гг.) династий Китая в форме дубо, тубо и тупо. Также название «туба» упоминается в 239-м параграфе Сокровенного сказания монголов. В более ранний период они были известны под названием урянхайцы (XVII—XVIII вв), в более поздний (XIX — начало XX в.) — сойоты. По поводу других этнонимов — урянхи, уряихаты, урянхайцы, сояны, сойоны, сойоты — в целом можно утверждать, что такое название им дали соседние народы, а для самих тувинцев эти этнонимы нехарактерны.
Тюрколог Н. А. Аристов заключает, что «урянхаи так называются монголами, сами же зовут себя туба или тува, как тюркские племена Алтай-Саянских гор; именуют их также сойотами, соитами, сойонами». «Название урянхи дают этому народу монголы, а сами же себя зовут туба или тува» — пишет Г. Л. Потанин. Этническое название «тыва» было зафиксировано в русских источниках 60-80 гг. XVII в. (История Тувы 2001:308), и сами тувинцы никогда не называли себя урянхайцами. «Соянами» называли и до сих пор называют тувинцев алтайцы и хакасы. Известно, что тувинцев сойотами и урянхайцами ошибочно называли русские (Грумм-Гржимайло пишет: «сойотами назвали, наверно, мы, русские люди») и монголы, а вслед за ними другие народы.
Примечательным событием является появление в русских документах самоназвания «тувинцы», которым именовали себя все саянские племена. Наряду с ним употреблялось другое название — «сойоты», То есть по-монгольски «саянцы», «сойоны». Тождество этнонимов «тувинцы» и «сойоты» не подлежит никакому сомнению, поскольку, как справедливо утверждает Б. О. Долгих, этноним «тувинцы» образован из самоназвания и является общим для всех саянских племён. Не случайно именно на землях Прибайкалья, Хубсугула и Восточной Тувы, где кочевали в VI—VIII вв. ранние предки тувинцев, — племена тубо, теленгиты, токуз-огузы и шивэи из конфедерации теле, — русские встретились с племенами, называвшими себя тувинцами. Этноним «Тыва» фиксируется в русских документах 1661 г., свидетельствуя о существовании тувинской народности. Вполне возможно, что данное самоназвание бытовало в среде тувинских племён ещё задолго до появления русских землепроходцев у Байкала. Однако для полной консолидации тувинских племён ещё не было объективных условий.

## Численность

Расселение тувинцев в СФО по городским и сельским поселениям в %, перепись 2010 г.

Общая численность тувинцев — около 300 тыс. чел.
- В России — 295 384 чел. по данным Всероссийской переписи населения 2021 г.[13] (в 1970 — около 140 тыс. чел., в 1959 — около 100 тыс. чел.), в том числе в Республике Тыва — 279 789 тыс. чел.[13]
- В Монголии (аймаки Баян-Улгий, Хувсгел и Ховд) — от 3000—5169 чел. (урянхайцы-мончак или цэнгэльские тувинцы, цаатаны, представляющие собой потомков оторвавшейся от своего основного ядра группы тувинцев).
- В Китае (сёла Шемиршек и Алагак на территории городского уезда Алтай, село Комканас уезда Бурчун, село Аккаба уезда Каба; все в составе округа Алтай Или-Казахского автономного округа Синьцзян-Уйгурского автономного района[14]) — ок. 3,3 тыс. чел.

Численность по данным всесоюзных и всероссийских переписей (1959—2021)
|                                                                                          | Перепись 1959 года | Перепись 1970 года | Перепись 1979 года | Перепись 1989 года | Перепись 2002 года | Перепись 2010 года | Перепись 2021 года |
| СССР                                                                                     | 100 145            | ↗139 338           | ↗166 082           | ↗206 629           |                    |                    |                    |
|                                                                                          |                    |                    |                    |                    |                    |                    |                    |
| РСФСР/Российская Федерация в том числе в Тувинской АО / Тувинской АССР / Республике Тыве | 99 864 97 996      | ↗139 013 ↗135 306  | ↗165 426 ↗161 888  | ↗206 160 ↗198 448  | ↗243 422 ↗235 313  | ↗263 934 ↗249 299  | ↗295 384 ↗279 789  |

## Этнические группы и родственные народы

### Тувинцы Республики Тува
Тувинцы делятся на западных (горно-степные районы западной, центральной и южной Тувы), говорящих на центральном и западном диалектах тувинского языка, и восточных, известных как тувинцы-тоджинцы (горно-таёжная часть северо-восточной и юго-восточной Тувы), говорящих на северо-восточном и юго-восточном диалектах (тоджинском языке). Тоджинцы составляют около 5 % тувинцев.

### Тофалары
Проживающие на территории Тофаларии — Нижнеудинского района Иркутской области тофалары, являются осколком тувинского народа, который остался в составе Российской империи после вхождения основной части Тывы в состав Китайской империи в 1757 г. Они испытали значительное административное и культурное (речевое и на уровне быта) влияние со стороны русских, вследствие своей малочисленности и оторванности от основной массы тувинцев.

### Сойоты
Близкими тувинцам являются сойоты, проживающие в Окинском районе Бурятии. Сейчас сойоты монголизированы, но принимаются меры по возрождению сойотского языка, близкого тувинскому.

### Тувинцы в Монголии
Также тувинцами являются проживающие на территории Монголии урянхайцы-мончак и цаатаны. В своей общей массе, тувинцы в Монголии проживают в Баян-Улэгейском районе, Увс, Сэлэнгэ и Ховдинском.

#### Тувинцы-мончак
Тувинцы-мончак (урянхайцы-мончак) пришли в Монголию в середине XIX века из Тувы.

#### Цаатаны
Цаатаны проживают на северо-западе Монголии в Дархадской котловине. Преимущественно занимаются оленеводством. Живут в традиционных жилищах — урц (чум) — круглый год.

### Тувинцы в Китае
В Алтайском округе Синьцзян-Уйгурского автономного района КНР (граничит на западе с Казахстаном, на севере (на небольшом протяжении) с российской Республикой Алтай и на востоке с аймаком Баян-Улгий Монголии) проживают китайские тувинцы, переселившиеся сюда много лет назад по не установленным обстоятельствам. Сами себя они именуют кок-мончак или алтай-тыва, а свой язык — мончакским. Район расселения китайских тувинцев смежен с ареалом расселения монгольских урянхайцев в смежном монгольском аймаке Баян-Улгий. Утверждается, что китайские тувинцы смогли сохранить многие обычаи, которые у тувинцев из самой Тувы оказались утрачены. Большинство китайских тувинцев — буддисты. Занимаются скотоводством. Точные сведения об их численности отсутствуют, поскольку в официальных документах они числятся как монголы. Немногочисленные тувинские семьи встречаются и в городах Алтай, Бурчан, Хаба. У китайских тувинцев нет фамилий, а в личных документах отсутствует указание на родоплеменную принадлежность. Тувинцы в Синьцзяне носят имя (популярны монгольские, собственно тувинские и, реже, казахские имена), данное при рождении, и имя отца. Всего в Китае девять тувинских племён: хойук, иргит, чаг-тыва, ак-соян, кара-сал, кара-тош, кызыл-соян, танды и хойт. Дети тувинцев обучаются в монгольских, казахских и китайских школах. В монгольских школах обучают старомонгольской письменности. В таких школах работают учителя-тувинцы, но в некоторых селениях имеются только казахские школы. В проведении свадебного ритуала бытует заимствованный у казахов обычай выкупа (калым) невесты. При этом смешанных браков с казахами почти не встречается, в отличие от браков с монголами.

### Этнические связи тувинцев с монголами
Как полагают исследователи, основными составляющими в этническом формировании тувинцев стали племена тюркского, монгольского и самодийского происхождения. В течение многих веков этнические группы предков современных тувинцев и монголов входили в тесно контактирующие либо одни и те же племенные и государственные образования тюрко-монгольских кочевников Центральной Азии. Особо тесные отношения между предками тувинцев и монголами сложились после включения племён тубас и тухас в состав Монгольской империи в 1207 году. Тувинские роды Монгуш и Кара-Монгуш, по мнению ряда исследователей, имеют монгольское происхождение, а сам этноним «Монгуш», согласно популярной версии, происходит непосредственно от этнонима «Монгол», который в древности имел форму монгус (mongγus), монгу (mongyu). В летописях Танской династии впервые встречается имя монголов; они называются здесь «монгу шивэй», «монгуши», «мэнгуши», «монгуцзы». В X и XI вв., по летописям Сунской династии, прозвание «шивэй» отпадает, и монголы именуются уже просто «монгу», «мэнгу», «монг», «монго», «монг-ку», «монгус» и «монгули». Согласно другой точке зрения, название «Монгуш» восходит к этнониму «Мангут», что буквально означает «монголы». В составе тувинцев также встречаются такие роды, как Меркит (Меркут, Мюркют), Мекрин, Мянгат, Тумат, Салчак (Салджиут), Харанут, Цувдаг, Шарнут, Элджигин, Галжан, Моол и др.
Традиционно дубо (туба, туха), предки тувинцев, отождествляются с древними тюркскими племенами. При этом существует мнение, согласно которому дубо имели тесные этнические связи с монголами. Дубо представляли собой одно из основных поколений ойхоров, которые, в свою очередь, по мнению Н. Я. Бичурина, представляли собой древних монголов. Первоначальную монголоязычность дубо в своих трудах поддерживает А. С. Шабалов.

## Генетика
Исследование ДНК тувинцев выявило, что по Y-ДНК на первом месте у них находится Y-хромосомная гаплогруппа N(xN3)-M231 (21,4 %), на втором месте — Y-хромосомная гаплогруппа N1a1 (17,5 %). Y-хромосомные гаплогруппы P, Q, R* и R2 вместе составляют 18 % (Y-хромосомная гаплогруппа Q1a3 — 14 %), Y-хромосомная гаплогруппа C2-M217 (ISOGG) — 14,9 %, Y-хромосомная гаплогруппа R1a —12,7 %. По мтДНК доминирует митохондрильная гаплогруппа C (47,1 %), на втором месте находится митохондрильная гаплогруппа D (15,5 %), на третьем месте находится митохондрильная гаплогруппа G (7,9 %). В роду монгуш у 39 % выявлена Y-хромосомная гаплогруппа N (у 16 % ветвь N1a2). Y-хромосомные гаплогрупп R1a-Z93, C2 и Q встречаются частотой 19 %. У рода ооржак с частотой 30 % встречается Y-хромосомная гаплогруппа N3a, с частотами 15 % встречаются Y-хромосомные гаплогруппы N1a2, N3a5, R1a-Z93. Y-хромосомная гаплогруппа C2 встречается у 11 %. Y-хромосомная гаплогруппа N1a2-F1008/L666 у тувинцев составляет около 20 % (у западных тувинцев — 34 %, у юго-восточных тувинцев — 9 %).
Распределение Y-хромосомных гаплогрупп у тувинцев
| Гаплогруппа                | Частота встречаемости % (N) | Частота встречаемости % (N) | Частота встречаемости % (N) | Частота встречаемости % (N) | Частота встречаемости % (N) | Частота встречаемости % (N) | Частота встречаемости % (N) |
|                            | «Запад (N= 169)»            | «Центр (N= 179)»            | «Восток (N= 71)»            | «Всего (N= 419)»            | «Северо-восток (N= 23)»     | «Юго-восток (N= 48)»        | «Юг (N = 27)»               |
| С3* (хМ48, М77, М86)       | 3.6(6)                      | 7.3 (13)                    | 5.6(4)                      | 5.48 (23)                   | 4.3(1)                      | 6.3(3)                      | 3.6(1)                      |
| С3с (М48, М77, М86)        | 8.9 (15)                    | 11.2 (20)                   | 4.2(3)                      | 8.7 (38)                    | 4.3(1)                      | 4.2 (2)                     | 14.3 (4)                    |
| С3d (М407)                 |                             | 2.2 (4)                     | 5.6(4)                      | 1.9 (8)                     |                             | 8.4 (4)                     | 3.6(1)                      |
| D (М15)                    |                             | 0.6(1)                      |                             | 0.2 (1)                     |                             |                             | 3.6(1)                      |
| Е (М1)                     |                             | 0.6(1)                      | 1.4 (1)                     | 0.5 (2)                     |                             | 2.1 (1)                     |                             |
| I1 (М253)                  | 1.8(3)                      | 0.6(1)                      |                             | 0.9 (4)                     |                             |                             |                             |
| I2a1 (Р37)                 |                             | 0.6(1)                      |                             | 0.2 (1)                     |                             |                             |                             |
| J* (хМ172, М287)           |                             | 0.6(1)                      |                             | 0.2 (1)                     |                             |                             |                             |
| J2a1b1 (М92)               |                             | 0.6(1)                      |                             | 0.2 (1)                     |                             |                             |                             |
| 32* (хМ47, М67)            | 0.6(1)                      |                             |                             | 0.2 (1)                     |                             |                             |                             |
| N* (М231, хР43, М46, М178) | 1.2 (2)                     | 1.7(3)                      | 1.4 (1)                     | 1.4(6)                      |                             | 2.1 (1)                     |                             |
| N1b (Р43)                  | 24.9 (42)                   | 27.9 (50)                   | 18.3 (13)                   | 24.3 (105)                  | 13.0 (3)                    | 20.8 (10)                   | 39.3 (10)                   |
| N1c1 (М178)                | 28.4 (48)                   | 12.8 (23)                   | 8.5(6)                      | 18.9 (77)                   | 17.4 (4)                    | 4.2 (2)                     | 7.1 (2)                     |
| О* (хМ122, Р31)            |                             | 0.6(1)                      | 4.2(3)                      | 0.9 (4)                     |                             | 6.3(3)                      |                             |
| O2 (Р31)                   |                             | 0.6(1)                      |                             | 0.2 (1)                     |                             |                             | 3.6(1)                      |
| ОЗа* (М122, хМ134)         | 4.7 (8)                     | 1.7(3)                      | 2.8 (2)                     | 3.1 (13)                    |                             | 4.2 (2)                     | 7.1 (2)                     |
| О3а3с1 (М117)              | 3.0(5)                      | 2.2 (4)                     |                             | 2.1(9)                      |                             |                             | 3.6(1)                      |
| О3а3с* (М134, хМ117)       | 1.2 (2)                     |                             | 1.4 (1)                     | 0.7(3)                      | 4.3(1)                      |                             |                             |
| Qа3 (М346)                 | 11.8 (20)                   | 9.4 (17)                    | 25.6 (18)                   | 13.9 (55)                   | 30.4 (7)                    | 22.9 (11)                   |                             |
| R1b* (М269, хМ73)          |                             | 0.6(1)                      | 1.4 (1)                     | 0.5 (2)                     |                             | 4.2 (1)                     |                             |
| R1a1a (М17)                | 8.3 (15)                    | 13.9 (25)                   | 18.3 (13)                   | 12.3 (53)                   | 26.1 (6)                    | 14.6 (7)                    | 10.7 (3)                    |
| R1b1b1 (М73)               | 1.2 (2)                     | 4.4 (8)                     | 1.4 (1)                     | 2.8 (11)                    |                             | 4.2 (1)                     | 3.6(1)                      |
| Н НG                       | 0.8276 ± 0.0157             | 0.8601 ± 0.0140             | 0.8620 ± 0.0212             | 0.8579 ± 0.0080             | 0.8221 ± 0.0447             | 0.8794 ± 0.0247             | 0.8405 ± 0.0576             |

## История

### Древний период
Древнейшие предки тувинцев — тюркоязычные племена Центральной Азии, проникшие на территорию современной Тувы не позднее середины 1-го тысячелетия н. э. и смешавшиеся здесь с кетоязычными, самодийскоязычными и индоевропейскими племенами.
Значительное сходство генетических признаков современных тувинцев и американских индейцев указывает на вполне вероятное участие древних дотюркских предков тувинцев в начальном этапе заселения Америки. Многие особенности традиционной культуры тувинцев восходят к эпохе ранних кочевников, когда на территории современной Тувы и сопредельных районов Саяно-Алтая обитали сакские племена (VIII—III века до н. э.). В это время на территории Тувы жили люди смешанного европеоидно-монголоидного типа с преобладанием европеоидных черт. От современных европеоидов они отличались значительно более широким лицом. Жившие в то время в Туве племена, имели заметное сходство в оружии, конском снаряжении и образцах искусства со скифами Причерноморья и племенами Казахстана, Саяно-Алтая и Монголии. Их влияние прослеживается в материальной культуре (в формах утвари, одежды и особенно в декоративно-прикладном искусстве). Они перешли к кочевому скотоводству, которое с тех пор стало основным видом хозяйственной деятельности населения Тувы и оставалось таковым вплоть до перехода на оседлость в 1945—1955 годы. В условиях экспансии хунну в конце I тыс. до н. э. в степные районы Тувы вторглись новые скотоводческие кочевые племена, в основной массе отличавшиеся от местного населения скифского времени, но близкие хунну Центральной Азии. Археологические данные убедительно показывают, что с этого времени меняется не только облик материальной культуры местных племён, но и их антропологический тип, который вплотную приближается к центрально-азиатскому типу большой монголоидной расы. Полное соотнесение их с этим типом у известных отечественных антропологов вызывает большое сомнение из-за заметной европеоидной примеси.
В конце I тыс. н. э. в горно-таёжную восточную часть Тувы — в Саяны (нынешний Тоджинский кожуун), заселённые ранее самодийскими, кетоязычными и, возможно, тунгусскими племенами, проникли тюркоязычные племена туба (дубо в китайских источниках), родственные уйгурам. К XIX веку все нетюркские обитатели Восточной Тувы были полностью тюркизированы, а этноним туба (тыва) стал общим самоназванием всех тувинцев.

### Средневековый период
В период существования Тюркского, Уйгурскогo и Кыргызскогo каганатов, охватывающих большой отрезок времени (с VI по XII век), племена теле сыграли ведущую роль в этногенетических процессах, определивших затем этнический состав и расселение племён Южной Сибири. На территории Тувы и в целом Саяно-Алтая обитало аборигенное, тюркское по происхождению, население, состоящее из племён теле, чики, азов, тубо, толанко, уйгуров, кыргызов и др. Несмотря на межплеменные раздоры, непрерывные войны, переселения, смешения, эти племена выжили, сохранили себя.
Современное название тувинского народа «тыва», «тыва кижи» упоминается в летописях Суйской (581—618) и Танской (618—907) династий Китая в форме дубо, тубо и тупо применительно к некоторым племенам, обитавшим в верховьях Енисея (История Тувы, 1964: 7). О ближайших исторических предках современных тувинцев «чиках и азах» — есть сведения в рунических памятниках древнетюркского рунического письма (VII—XII вв.). По антропологическому типу тувинцы относятся к монголоидному центральноазиатскому типу североазиатской расы. Восточные тувинцы — тоджинцы — представляют особый тип с примесью центральноазиатского компонента. Специалисты считают, что тувинский язык в качестве самостоятельного языка сформировался к началу X в.
Следует заметить, что преобладание в антропологическом типе местных жителей монголоидных черт исследователи связывают именно с периодом вторжения в Туву III веке до н. э. хуннов, которые постепенно смешавшись с местным населением, повлияли не только на язык, но и внешний облик последних.
Главное влияние на этногенез тувинцев оказали тюркские племена, расселившиеся в тувинских степях. В середине VIII века тюркоязычные уйгуры, создавшие в Центральной Азии мощный племенной союз, Уйгурский каганат, сокрушили Тюркский каганат, завоевав его территории, включая Туву. Часть уйгурских племён, постепенно смешавшись с местными племенами, оказала решающее влияние на формирование их языка. Потомки уйгуров-завоевателей жили в западной Туве вплоть до XX века (возможно, к ним относятся некоторые родовые группы, ныне населяющие юго-восточную и северо-западную Туву). Енисейские кыргызы, населявшие Минусинскую котловину, в IX веке подчинили уйгуров. Позднее проникшие в Туву племена кыргызов полностью ассимилировались в среде местного населения.
В XIII—XIV веках в Туву переселилось несколько монгольских племён, постепенно ассимилированных местным населением. Под воздействием монгольских племён сложился характерный для современных тувинцев центрально-азиатский монголоидный расовый тип.
По мнению ученых-тувиноведов, в конце XIII—XIV веке этнический состав населения Тувы уже включал в основном те группы, которые приняли участие в формировании тувинского народа — потомков тюрков-тугю, уйгуров, кыргызов, монголов, а также самодийские и кетоязычные племена (Тюркские народы Восточной Сибири, 2008: 23).
Название «Дубо» Л. П. Потапов сопоставляет с горно-таёжными племенами южносамодийского происхождения.
О принадлежности тубинцев в прошлом к самодийскоязычной группе народов свидетельствует сам этноним «туба». Георги, конечно, неправ, полагая, что тубинцы получили своё наименование от названия реки Тубы. Напротив, река эта получила название Тубы от русских именно потому, что по ней жили тубинцы. Известно, что раньше, в XVII веке, эта река именовалась Упсой. Этноним «туба» является не случайным, а, напротив, древним этническим термином, который впервые стал известен ещё по китайским летописным хроникам в форме «дубо» и в V веке в летописи Вэйской династии он встречается в качестве названия одного из поколений гаогюйцев-теле. В летописи Танской династии (618—907) это поколение Дубо отнесено к древним тюркам-тугю, причём к «лыжным тугю», к лесным обитателям, являвшимся восточными соседями хагясов китайских летописей, которых принято отождествлять с древними енисейскими киргизами. Приведём это место по уточнённому переводу: "Реки все текут на северо-восток. Пройдя это государство, соединяются, и на севере входят в море (то есть озеро Косогол, как и отмечает переводчик Иакинф). На востоке достигают (говорится о путешественнике) трёх поколений цзюэ Мума (мума значит буквально: деревянные лошади, то есть лыжи) или лыжных тупо; называются Дубо, Милегэ и Эчжн. Их старшины все являются Ся-цзинь (Гиегины в транскрипции Иакинфа). «Берёзовую корою покрываются дома. Много хороших лошадей. Обычно ездят на деревянных лошадях (мума), бегая по льду. Досками подпирают (подставляют) ноги; если на кривое дерево (палку) упереть подмышку, то внезапно с силою устремляются на 100 шагов». Летопись сохранила краткое, но выразительное описание быта Дубо: «Разделялось на три аймака, из коих каждый управлялся своим начальником. Они не знали годовых времён (не имели календаря): жили в шалашах из травы; ни скотоводства, ни землепашества не имели. У них много сараны: собирали её коренья и приготовляли из них кашу. Ловили рыбу, птиц, зверей и употребляли в пищу. Одевались в соболье и оленье платья, а бедные делали одежду из птичьих перьев. При свадьбах богатые давали лошадь, а бедные приносили оленьи кожи и саранные коренья» и т. д. Из этого описания видно, что этноним Дубо относился к таёжным охотничьим племенам, зависимым от тупо, бывшим у них на положении киштьшов. Быт древних Дубо до деталей сходен с бытом охотников-звероловов самодийскоязычных племён Саяно-Алтайского нагорья XVII—XIX веков, разводивших и верхового оленя. Именно у таких по образу хозяйства и жизни охотничьих племён горной тайги Саяно-Алтайского нагорья сохранился в качестве самоназвания этноним Дубо в форме «туба». Термином «туба» называют себя карагасы — охотники-оленеводы и потребители сараны, а также северо-восточные тувинцы, среди которых особенно тоджинцы являются охотниками-оленеводами и собирателями сараны и северные алтайцы — туба кижи или тубалар — охотники и звероловы.
Общий уровень культуры племён тюкю и наиболее развитых племен теле (уйгуры), этих ранних исторических предков тувинцев, был довольно высоким для тогo времени, о чём свидетельствует наличие у них рунической письменности и общего для всех тюркоязычных племён письменногo языка.
Культура и быт населения Тувы в рассматриваемый период имели общность форм с соседними племенами и народами. Многие их черты сохранились с того времени на протяжении нескольких веков вплоть до нынешнего времени, отражая генетическую связь и преемственность культуры и быта тувинцев с их далёкими историческими предками. Это, например, шаманство, календарь с 12-летним животным циклом, сохранившиеся доселе обычаи, а также целый ряд географических названий древнетюркскогo происхождения и т. д. Вряд ли приходится сомневаться в том, что древнетюркские черты культуры и быта современных тувинцев связаны с непрерывным участием их предков в этногенетических процессах в историческом взаимодействии племён, образовавших тувинскую народность.
В 1207 году монгольские войска под командованием Джучи (1228—1241), старшего сына Чингисхана, покорили лесные народы, жившие в Южной Сибири от Байкала до Хубсугула, от Убсу-Нура до Минусинской котловины. Это было множество племён, названия которых зафиксированы в «Сокровенном сказании монголов». Тувиноведы, в частности Н. А. Сердобов и Б. И. Татаринцев, обратили внимание на встречающиеся в «Сокровенном сказании монголов» этнонимы «оорцог», «ойин» или «хойин» («лесной»).
В этнонимах «ойин иргэн» (лесные обитатели), «ойин урянкат» (лесные урянхаты), пожалуй, можно видеть отражение взаимодействия различных племён, в результате чего образовалась тувинская народность. Потомки курыкан и дубо, проживавшие в Прибайкалье, под напором чингисхановских войск ушли на север, сложились в якутский народ, который называет себя «урянхай-саха», в то время как выделившийся со временем из лесных племён тувинский народ именовался вплоть до 1920-х годов урянхайцами, а тувинская земля — Урянхайским краем.
Проживавшие на востоке Тувы тумат-монголы (түмэд), чрезвычайно воинственное племя, первыми в 1217 году восстали против монголов, отчаянно дрались с большой армией, посланной Чингисханом. Во время одной из битв был убит опытный полководец Борагул-нойон. После расправы с восставшими в 1218 году монгольские сборщики дани потребовали для своих правителей туматских девушек, что глубоко оскорбило туматов. Вновь вспыхнуло восстание, которое было поддержано енисейскими кыргызами, отказавшимися дать монгольскому командованию войска. Для подавления восстания, охватившего почти всю территорию Тувы, Минусинской котловины и Алтая, Чингисханом была послана большая армия во главе с Джучи. Передовые части армии возглавлял многоопытный Буха-нойон. Войска Джучи, жестоко подавляя восставших, покорили кыргызов, ханьхасов, теляньу, родовые группы хойин-иргэн, лесные племена урасутов, теленгутов, куштеми, обитавших по лесам страны кыргызов, и кем-кемджиутов.

### XVII—XVIII века
После упадка Найманского ханства некоторые найманы ушли на запад, в степи современного Казахстана, и тувинцы пришли в нынешнею Монголию. Распад Монгольской империи в начале XVII века привёл к образованию нескольких ханств. Земли к северу от Кобдо вплоть до Саян, а затем от Алтая на западе до Хубсугула на востоке принадлежали тувинским племенам, находившимся в составе западно-монгольского Ойратского ханства.
Тувинские племена, находившиеся под владычеством хотогойтских Алтан-ханов, кочевали не только на территории современной Тувы, но и южнее, вплоть до Кобдо, и восточнее — до озера Хубсугул.
После победы маньчжурских войск над джунгарами тувинские племена раздробились и вошли в состав различных государств. Основная часть их осталась в Джунгарии, неся воинскую повинность; например, в 1716 году тувинские войска в составе армии джунгаров участвовали в рейде в Тибет.
Пограничный режим в районе Тувы окончательно определился в результате разгрома и уничтожения Джунгарского ханства в 1755—1766 годах войсками Цинской империи, вследствие чего Тува подпала под власть китайского (маньчжурского) императора.
Маньчжурские власти ввели в Туве в 1760 году военно-административную систему управления, в которую включались хошуны (удельные княжества), сумоны и арбаны. Сумон и арбан состояли из аратских хозяйств, которые должны были содержать, соответственно, 150 и 10 конников в полной боевой экипировке. Арбаны объединялись в сумоны (роты), cумоны — в дзаланы (полки); хошун представлял собой дивизию или корпус.
При господстве монгольских ханов тувинские племена управлялись посредством степногo права, официальными сводами котоpoгo являлись «Их цаас» Чингисхана, «Монголо-ойратские законы» 1640 года и «Халха Джирум» (Закон Халхи) 1709 года. Маньчжуры, с учётом старомонгольских законов, ввели свод постановлений и законов, относящихся ко всем племенам, вошедшим в состав империи богдыхана, — «Уложение палаты внешних сношений», изданное в 1789 году, затем дополненное в 1817 году на маньчжурском, монгольском и китайском языках. Этот свод подтверждал наследственное право Beрховногo собственника, императора Цинской династии, на землю Тувы и подданство ему тувинцев, наделял ханов и нойонов Монголии и Тувы правом совладения Тувой.

### XIX век
Пекинский договор 1860 года предоставил царской России право вести в Северо-Западной Монголии и Урянхяйском крае беспрепятственную беспошлинную торговлю и тем самым положил конец изоляции Тувы от остального мира. Торговцы получили право ездить в Китай, Монголию, и свободно продавать, покупать и обменивать там разного рода товары, для русских купцов открылся широкий доступ в Туву.
Русские купцы, начавшие свою деятельность в Туве с 1863 года, до конца XIX века безраздельно овладели местным рынком, где вели неэквивалентную натуральную, часто долговую торговлю с возрастающими процентами в зависимости от просрочки уплаты долгов за выданные в кредит товары. Скупщики открыто грабили весьма наивных в торговых делах тувинцев, часто прибегая при взыскании долгов к услугам тувинских чиновников, находившихся у них в долгу, спаиваемых и одариваемых ими же. По подсчетам В. И. Дулова, тувинцы ежегодно продавали 10—15 % своего скота.
Потянувшийся вслед за торговцами поток русских крестьянских переселенцев имел положительное значение в хозяйственном развитии края, существенно повлиял на развитие социальных отношений. Переселенцы на Бий-Хеме, Улуг-Хеме, Каа-Хеме, Хемчике и вдоль северного Танну-Ола построили более 20 посёлков, деревень и хуторов, освоили тысячи десятин поливных, богарных и иных земель, где выращивалось продовольственное и товарное зерно, велось доходное скотоводческое и мараловодческое хозяйство. Русские населённые пункты размещались там, где имелись тучные поливные и богарные земли, соседствующие с тайгой.
Поощряемая российскими властями политика создания переселенческогo фонда путём вытеснения тувинцев с их земель вызвала впоследствии острые противоречия между переселенцами и местным населением, отвечавшим на случаи обезземеливания их русскими властями массовой потравой хлебов и сенокосов, кражами и угонами скота. Попытки властей разобраться в причинах этих явлений и положить им конец ещё более разжигали вражду, так как при рассмотрении жалоб допускалось явное завышение в оценке потерь от потравы и угона, и столь же крупные обсчёты при взыскании стоимости причинённого ущерба в пользу пострадавших.
Китайские купцы, появившиеся в крае, затмили дурную славу русских торговцев и даже оттеснили их на задний план. Пользуясь правительственным покровительством, а также поддержкой иностранного капитала (английского, американскогo), китайские торговцы быстро овладели тувинским рынком, потеснив русскую торговлю. За короткое время посредством неслыханного надувательства, ростовщичества и внешнеэкономического принуждения они присвоили огромное количество скота и многих продуктов аратскогo хозяйства, способствовали массовому разорению аратов, деградации экономики Тувы, чем ускорили падение режима Цинов в крае.
В период китайского господства разрозненные, экономически и политически слабо связанные между собой родственно-язычные племена, ранее кочевавшие на пространствах от Алтая до Хубсугула, Минусинской котловины до Больших озёр и бассейна реки Ховда Северо-Западной Монголии, сосредоточились на современной территории Тувы, за исключением районов Больших озёр и Прихубсугулья, образовав тувинскую народность, имеющую самобытную культуру на основе единого тувинского языка.
Проникший в Туву в XIII—XIV веках тибетский буддизм при маньчжурах глубоко пустил свои корни в тувинскую почву, сросшись с тувинским шаманизмом, представляющим собой систему древних религиозных верований, в основе которой лежит вера в добрых и злых духов, окружающих человека, населяющих горы, долины леса и воды, небесную сферу и подземный мир, влияющий на жизнь и судьбу каждого человека. Пожалуй, как нигде, в Туве сложился своего рода симбиоз буддизма и шаманизма. Буддийская церковь не стала применять метод насильственного уничтожения шаманизма; наоборот, она, проявляя терпимость к древним верованиям и обрядам тувинцев, причислила к буддийским богам добрых и злых небесных божеств, хозяев-духов рек, гор и лесов. К новогоднему местному празднику «шагаа» буддийские ламы приурочила свой «праздник 16 чудес Будды», во время которого, как и прежде, совершались языческие обряды жертвоприношения. Моление духам-хранителям предшествовало молениям в честь высших буддийских божеств.

### XX век
В конце XIX века Россия и её сосед Китай, представлявший собой полуколонию западных держав, были озабочены судьбами сопредельных территорий, приобретенных ими ещё в XVIII веке военным или мирным путём.
В начале XX века в российских деловых кругах был поставлен вопрос о принадлежности Урянхайского края, имеющего исключительно важное для России стратегическое значение. С 1903 по 1911 год обстоятельно изучали Урянхай и сопредельные территории военно-разведывательные и научные экспедиции, возглавляемые В. Поповым, Ю. Кушелевым, А. Барановым, В. Родевичем.
После Монгольской национальной революции 1911 года тувинское общество разделилось на три группы: некоторые поддержали независимость, другие предложили войти в состав Монголии, остальные — войти в состав России.
В январе 1912 года амбын-нойон первым обратился к российскому императору с просьбой о покровительстве, затем к нему присоединились хемчикский камбы-лама Лобсан Чамзы, нойон Буян-Бадыргы, а затем и другие правители хошунов. Однако царские власти, боясь осложнения отношений с Китаем и европейскими партнёрами, промедлили с решением вопроса и только 17 апреля 1914 года объявили высочайшую волю царя — взять под своё покровительство Урянхайский край.
Отношения России, Монголии и Китая в связи с Урянхайским вопросом сплелись в новый узел противоречий, определявший положение Тувы в первой половине XX века.
14 августа 1921 года была провозглашена Народная Республика Танну-Тува. С 1926 года она стала называться Тувинской Народной Республикой. 13 октября 1944 года республика была присоединена к СССР и включена в РСФСР как автономная область, в 1961 году была преобразована в Тувинскую АССР, с 1991 — Республика Тува, с 1993 — Республика Тыва.

## Культура
Из культурной жизни в Тыве популярны:
- родной язык и литература — почти каждый прекрасно говорит на тувинском языке;
- тувинское горловое пение — самые техничные мастера в Тыве, они поражают разнообразием всех стилей «хөөмея»: каргыраа, хөректээр, хөөмей, сыгыт, борбаңнадыр, эзеңгилээр, хову каргыраазы и т. д.;
- праздник животноводов «Наадым» — самое важное мероприятие в Тыве, проводится в конце лета;
- «Шагаа», новый год по лунному календарю, — праздник встречи нового года;
- борьба «Хүреш»;
- конкурсы красоты «Даңгына» (среди девушек) и конкурсы мужества «Тажы» (среди парней);
- традиционная тувинская национальная одежда и её современные варианты;
- скачки на лошадях;
- шахматы (обычно шахматы с национальными фигурками);
- камнерезное искусство;
- почет к добровольцам Великой Отечественной войны тувинцам-фронтовикам — сейчас[когда?]

 в центре г. Кызыла строится памятник фронтовикам ВОВ тувинцам-добровольцам;
- традиционное бережное отношение к природе;
- традиционный уклад жизни;

### Борьба «Хуреш»
Тувинцы имеют свой национальный вид спорта — хуреш (тув. хүреш). В Тыве, благодаря работе ведущих борцов и Федерации национальной борьбы «Хуреш», в настоящее время ежемесячно проводятся соревнования республиканского уровня, где измеряются рейтинги и даются борцовские титулы. Главным из этих соревнований является турнир во время праздника Наадым, где все борцы поделены на 2 категории: до 18 лет включительно, 19 и старше.

### Национальная одежда
Национальная одежда сейчас очень востребована в Тыве — носят на праздниках, на различных традиционных соревнованиях (хуреш, стрельба из лука, конные скачки, и т. д.), на конкурсах красоты и мужества, при получении дипломов, на свадьбах и в обычные дни.
Современную национальную одежду можно купить во всех крупных торговых центрах Кызыла, многие сами шьют.
Студенты за пределами Тывы постоянно проводят конкурсы красоты и мужества «Тажы биле Даңгына» (с тувинского — «Принц и Принцесса») — красочное мероприятие студенческой жизни, где могут участвовать студенты из представителей всех народов Республики Тыва.

### Национальная кухня
Как и у многих народов, занимавшихся кочевым скотоводством, основу питания составляют блюда из мяса и молока. Деликатесными считаются блюда из субпродуктов баранины, самое известное блюдо — кровяная колбаса «Изиг-хан» (в переводе с тувинского — «горячая кровь»).
Кроме того, среди национальных блюд тувинцев можно выделить: боорзак (мучной продукт в виде шарика), далган (в переводе «мука», лепёшка), тараа (крупа).

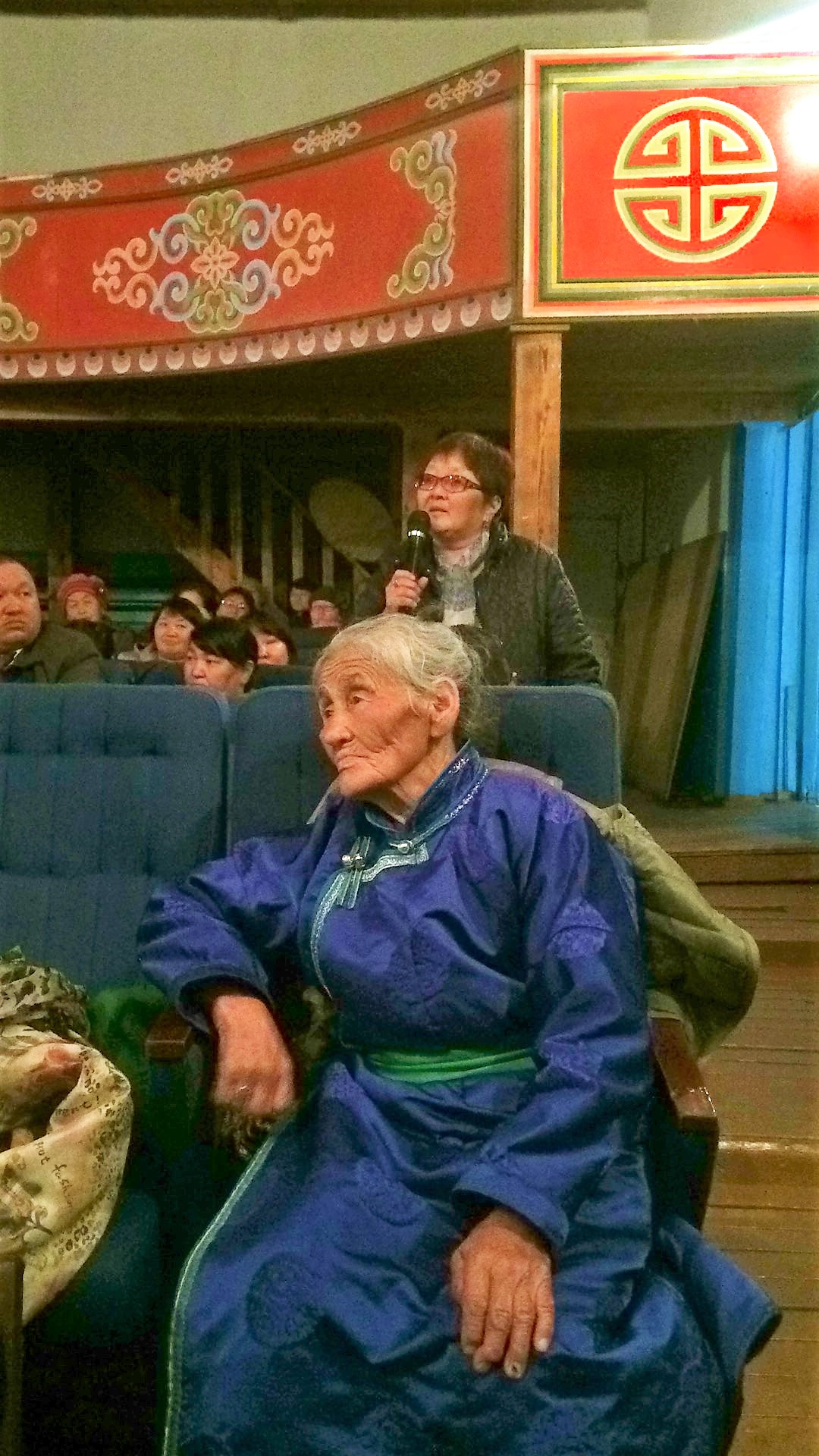
Пожилая активистка из села Кызыл-Даг Бай-Тайгинского кожууна Республики Тыва в привычной для неё одежде
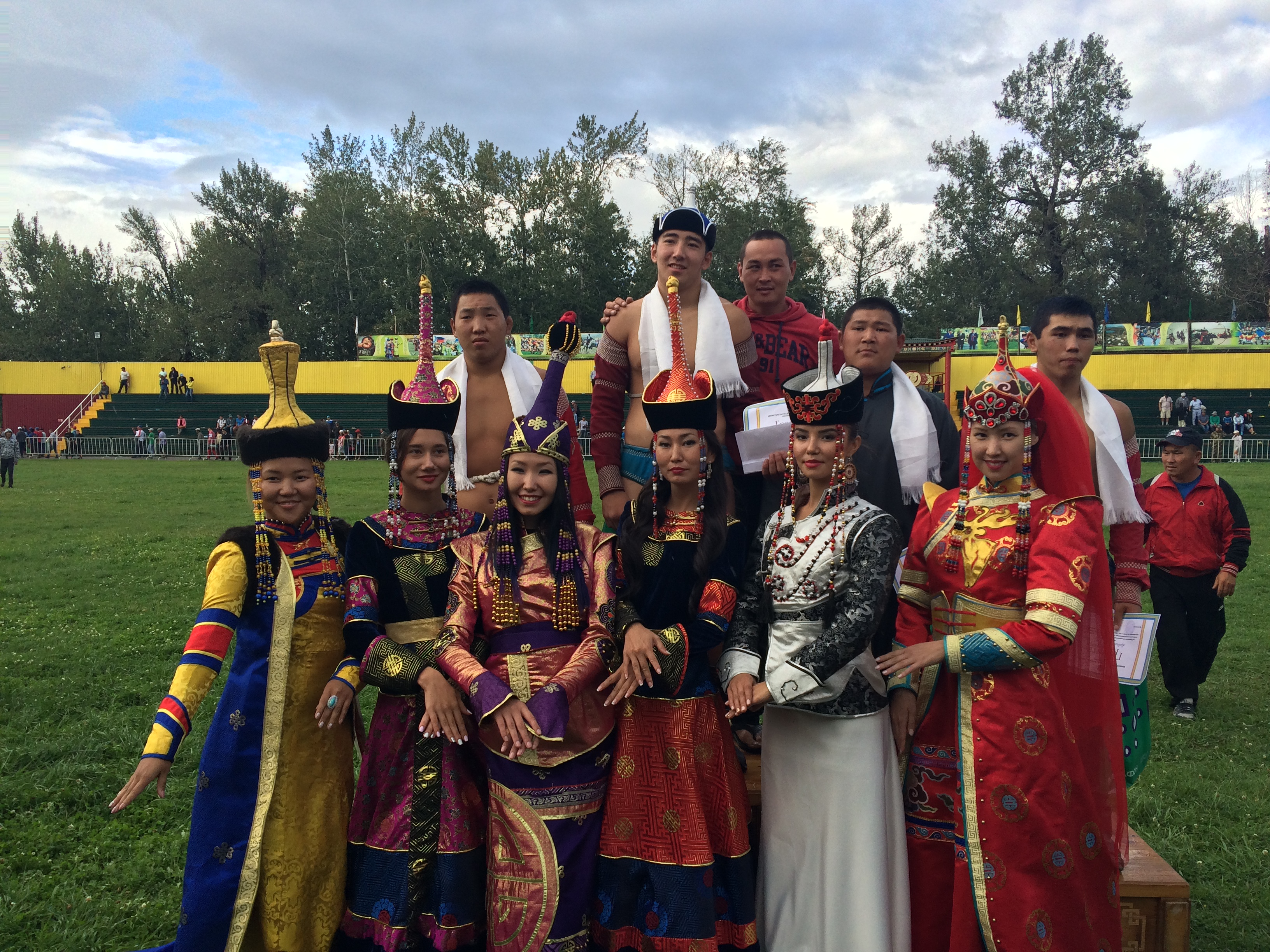
Борцы-победители и девушки-дангына во время Наадыма-2016
- «Танец орла»
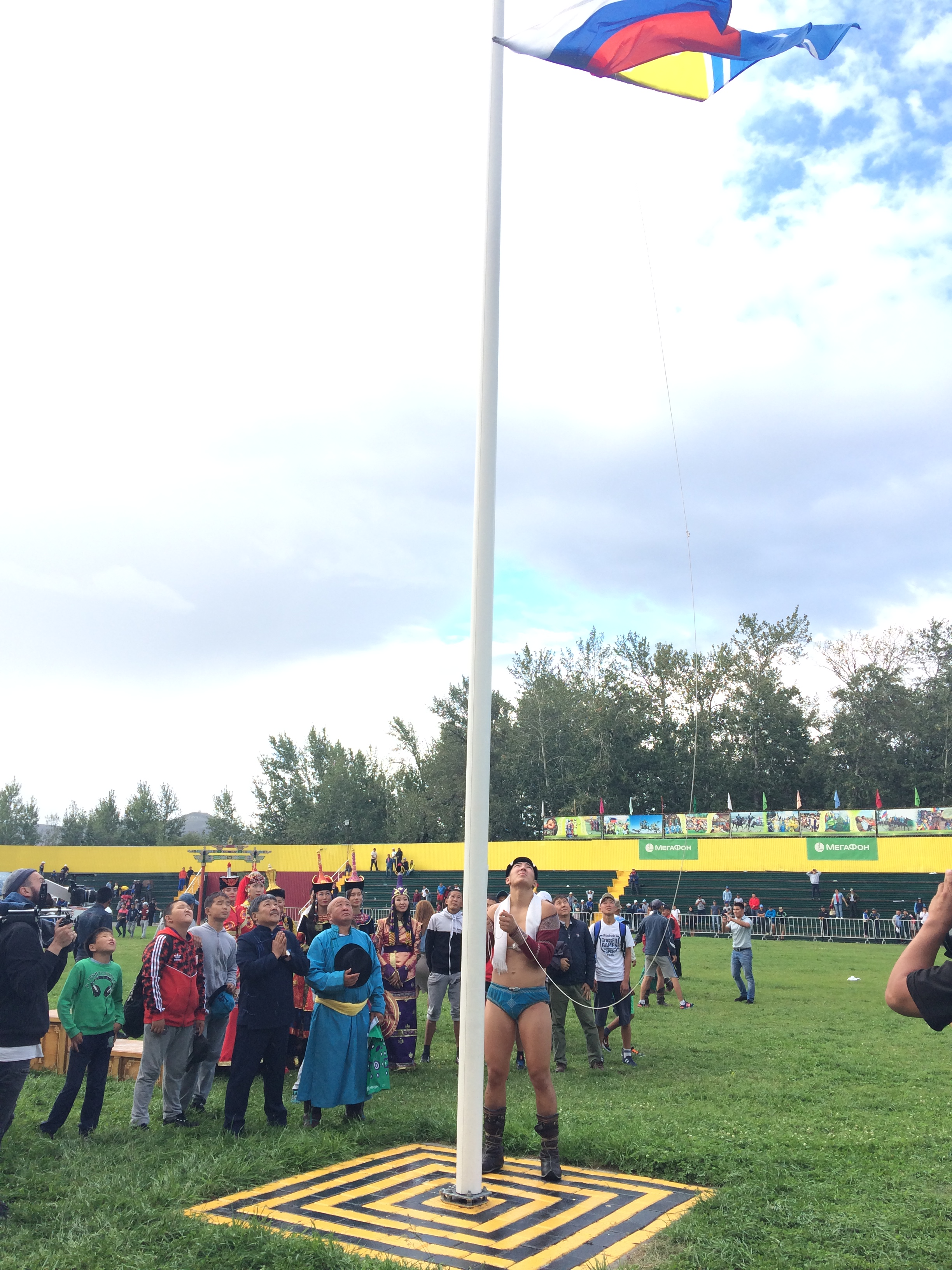
Торжественный спуск флагов на победителем наадымного турнира среди юниоров. 2016
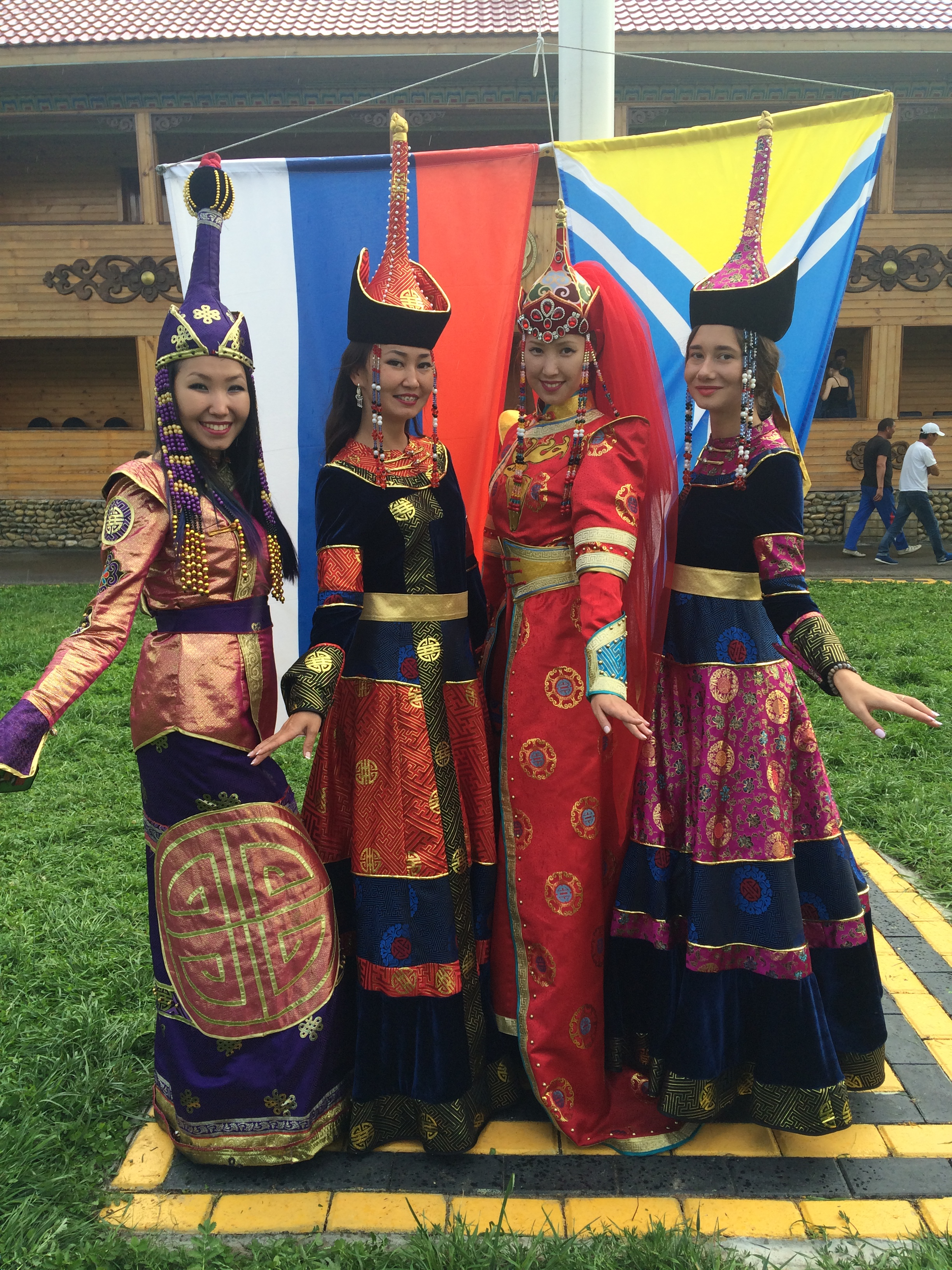
Девушки-дангына во время Наадыма, 2016
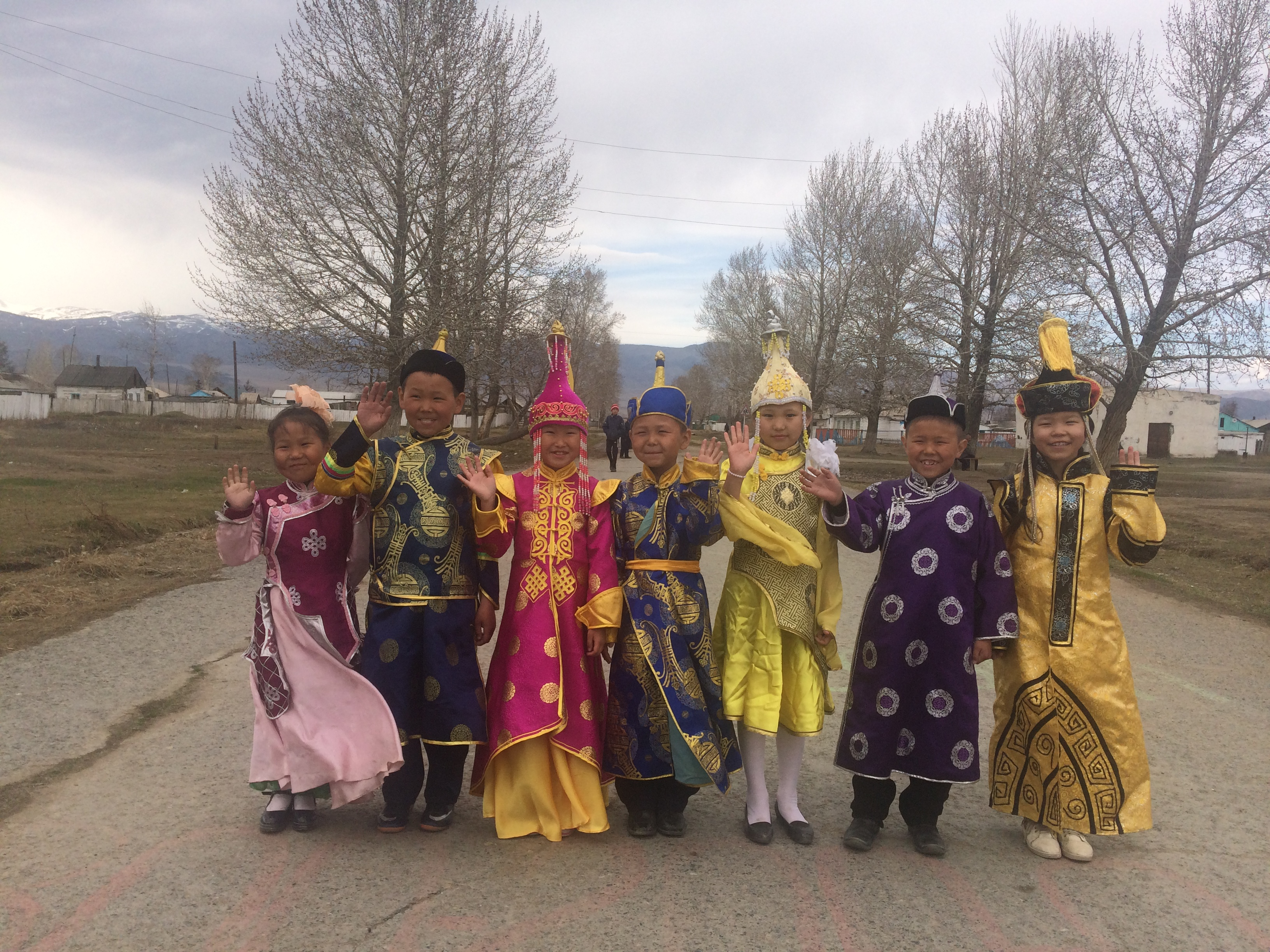
Дети в селе Кызыл-Даг Бай-Тайгинского кожууна
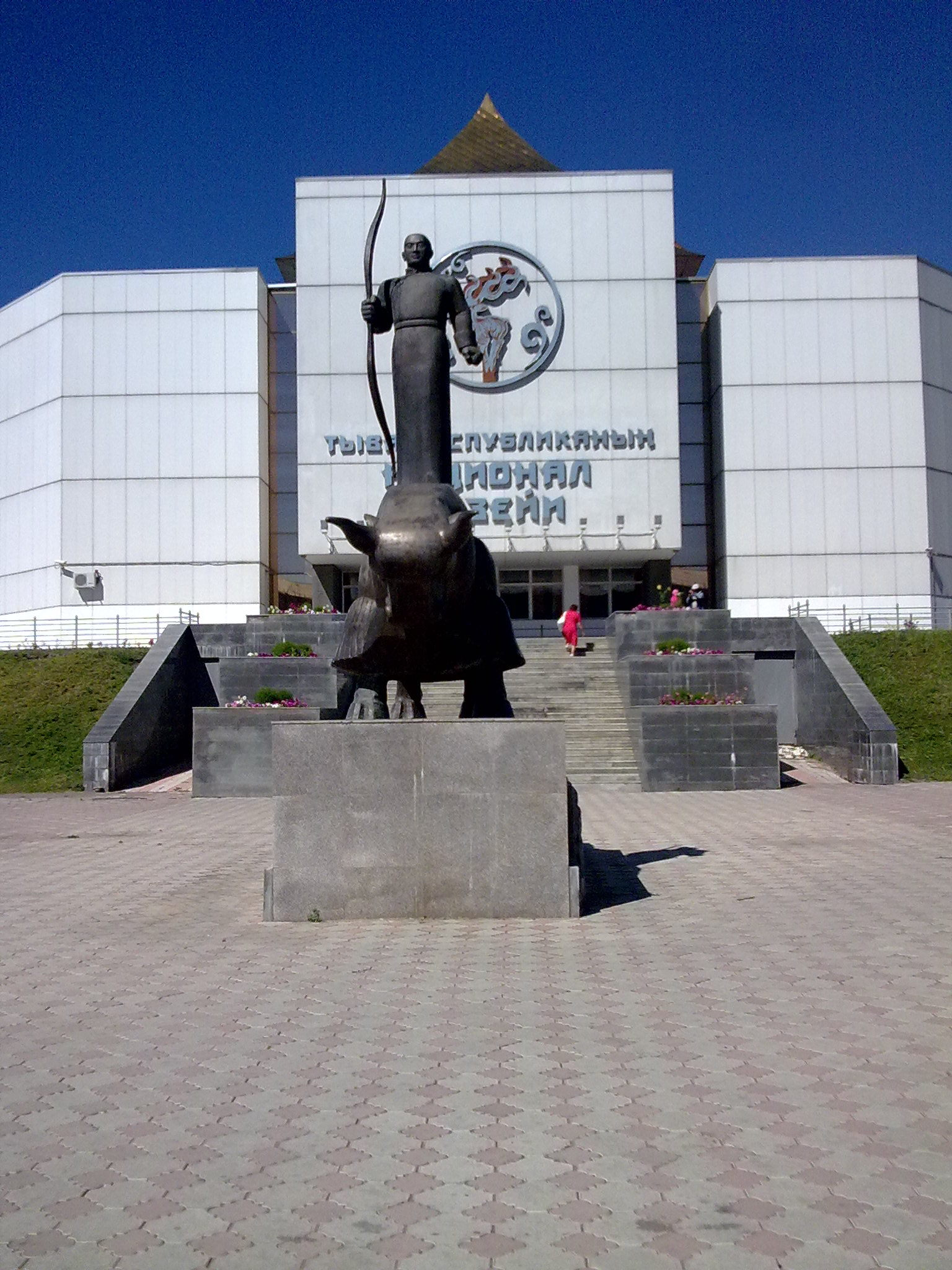
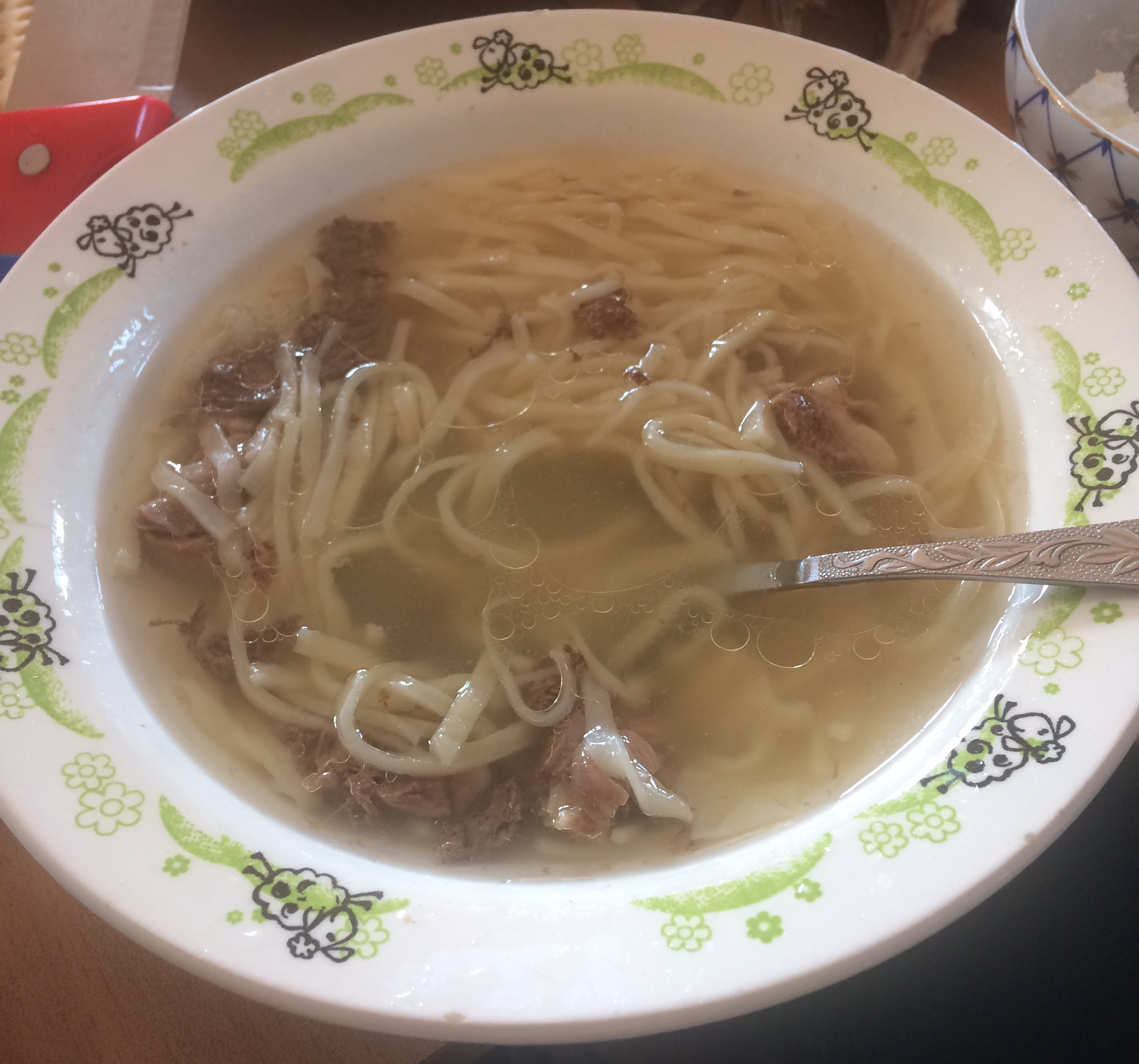
Тувинский национальный суп с лапшой Далган-үскен (с мясом)

## Уровень образования
Перепись 2010 года показала, что уровень образования российских тувинцев намного ниже, чем в целом у населения РФ. По переписи 2010 года среди тувинцев лишь 9,4 % имели высшее или послевузовское образование (8078 человек из 85816 лиц тувинской национальности в возрасте 15 лет и старше, указавших уровень образования). При этом среди жителей России всех национальностей доля лиц с высшим образованием в 2010 году составила 23,4 % (среди лиц в возрасте 15 лет и старше, указавших уровень образования).

### Национальный музей Республики Тыва имени Алдан-Маадыр
Основная статья: Национальный музей Республики Тыва.

## Комментарии
1. ↑  Устаревшее название тувинцев, населявших Туву, в отличие от тувинцев, живших за её пределами.